# Société archéologique de Bordeaux
La Société archéologique de Bordeaux (SAB) est une société savante fondée en 1873. Elle a pour ambition de contribuer à la sauvegarde et à l'étude des monuments et vestiges archéologiques de Bordeaux et de sa région.

## Historique

### Le XIXe siècle

#### Fondation
Au XIXe siècle, la France a connu une multiplication des sociétés savantes, phénomène qui s'est également observé à Bordeaux, une ville universitaire ayant une tradition académique ancienne. C'est dans ce contexte que la Société archéologique de Bordeaux a été créée en 1873, bien qu'elle ait été projetée dès 1867. Cette société s'inscrit ainsi dans le développement des sociétés savantes du XIXe siècle.
Elle est fondée par un groupe de personnes aux centres d'intérêts variés et aux origines diverses, mais qui partagent une passion commune pour l'histoire et les vestiges antiques de la ville de Bordeaux. Cette création intervient alors que d'importants travaux d'aménagement du territoire sont en cours dans la ville. Ses membres fondateurs comptent Pierre Sansas, un avocat et homme politique ; ainsi que Léo Drouyn, un archéologue, et Ernest Gaullieur, connu pour son travail d'archiviste municipale parmi d'autres.

#### Le premier bureau

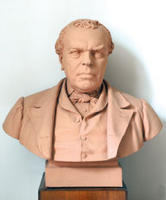
Pierre Sansas (1804-1877) l'un des fondateurs de la Société archéologique de Bordeaux

Dans un premier temps, les fondateurs mettent en place des réunions chaque semaine afin d'établir le but et l'organisation de l'association, tout en intégrant des nouveaux membres. Ainsi, Léo Drouyn et Édouard Baudrimont se rendent à la préfecture pour déposer une demande de création officielle d'association. Ils obtiennent le statut officiel d'association le 6 septembre 1873.
Le premier bureau officiel de la Société archéologique de Bordeaux est constitué le 14 novembre 1873, avec l'élection de Léo Drouyn à la présidence. En 1874, le premier numéro du Bulletin de la Société archéologique de Bordeaux est publié ; il devient plus tard la Revue archéologique de Bordeaux, sous-titrée "Archéologie-Art-Histoire-Patrimoine". En 1874, la société comptait 166 membres.
Lorsque les membres de l'association ont défini les buts de la société, ils ont pris la décision de ne pas faire de l'ombre à la Commission des Monuments Historiques. En effet, la société savante travaille en étroite collaboration avec cette organisation dans la promotion du patrimoine bordelais et la préservation de certains monuments, sans pour autant l'exclure. D'ailleurs, plusieurs membres de la Société archéologique de Bordeaux, tels que Reinhold Dezeimeris, Émilien Piganeau et Léo Drouyn, sont également membres de la Commission des Monuments historiques.

### Le XXe siècle

#### Création d'un musée
Dès le début de sa fondation, la Société archéologique de Bordeaux a su s'adapter à son époque, comme lorsqu'elle a répertorié les collections qu'elle amassait en réalisant des clichés photographiques. Aujourd'hui, elle poursuit cette démarche en numérisant ses albums de dessins et en les diffusant sur internet. Concernant les collections qu'elle a accumulées et protégées au fil des décennies, la SAB les a réparties à différents endroits afin de mieux les conserver. Néanmoins, elle a toujours souhaité que ses collections soient regroupées et visibles par tous.
C'est ainsi qu'est né le Musée du Vieux Bordeaux, également appelé musée de la Porte Cailhau, inauguré en 1906 grâce aux efforts de la Société archéologique. La SAB a toujours entretenu des relations étroites avec les musées, comme en témoignent ses statuts de 1873, qui mentionnaient sa vocation à organiser des expositions découlant d’un but de doter Bordeaux d'un lieu qui abriterait les collections de la ville. Dès 1899, des plans concrets ont été mis en place pour créer un musée général d'archéologie visant à éduquer et être accessible à tous. Le musée aurait été situé dans l'ancienne école de dressage, rue Judaïque. Malheureusement, ce projet de création s'est avéré trop coûteux pour la ville et a été abandonné.
Cependant, la SAB a poursuivi son objectif de créer un musée, et le 27 décembre 1907, avec le soutien d'Alfred Daney, le Musée du Vieux Bordeaux a vu le jour. Il est installé dans la porte Cailhau, un édifice récemment restauré, situé près de la place du Palais, historiquement la principale entrée de la ville car elle bordait le Palais de l'Ombrière et donnait accès au fleuve. Le musée est aménagé avec deux grandes salles, la salle de la Herse pour les réunions, la bibliothèque et les archives au troisième étage, et les dépôts dans les combles.
Les collections du musée sont principalement composées de dons, à commencer par le mobilier de la salle de la Herse offert par le président Armand Bardié, qui peut être qualifié de gothique sobre. La grande salle est décorée de peintures à teintes neutres rehaussées de frises polychromes d'un bel effet, décor réalisé par Désiré Bontemps, un architecte de la ville, Coudol et Labatut, également architectes, et le peintre Millet. Par la suite, de nombreux dons sont venus enrichir les collections, qui ont conduit à l'extension des aménagements avec une troisième salle ouverte en 1913. Le musée était ouvert au public le dimanche. La création de ce musée est le fruit d'un dur labeur, en particulier d'Armand Bardié, entouré de Marius Vachon, qui s'est rendu à Bordeaux à plusieurs reprises pour y donner des conférences et prononcer des encouragements. Vachon a été nommé membre honoraire de la SAB.

#### Inclusion des femmes
À partir de 1910, le statut de la Société archéologique de Bordeaux change pour permettre aux femmes de participer à la vie de l'association. Parmi les premières femmes membres de cette société savante, on peut citer Camille de Bourrel et Henriette de Pierredon.

#### Le cinquantenaire
En 1923, pour célébrer les 50 ans de la société savante, celle-ci décide de créer une médaille commémorative en bronze. Trois ans plus tard, en 1926, elle est mise en vente au prix de 20 francs.

#### Une société en mouvement après-guerre
Après la Seconde Guerre mondiale, en 1947, la Société archéologique de Bordeaux voit la création d'un premier groupe spécialisé en son sein : le Cercle Bertrand-Andrieu, consacré à l'étude de la numismatique. Le cercle est fondé le 21 décembre 1947, dont les trois membres fondateurs sont Edmond Bastide, René Forton et Joseph Ducasse.
En 1953, en raison de la guerre, tous les musées de Bordeaux sont fermés en raison d'un inventaire des collections de la Ville. Cependant, la SAB évoque le souhait de rouvrir les musées de Bordeaux. La société ouvre la marche avec le Musée du Vieux Bordeaux. Bien qu'il y ait eu des dégâts tels que des carreaux cassés, les collections ont été répertoriées comme complètes.
Un second groupe spécialisé se forme au sein de la société en 1957, il s'agit du groupe Jules-Delpit. Ce groupe est consacré à l'étude des archives.

#### Du Musée du Vieux Bordeaux au Musée d'Aquitaine
En 1970, la Société archéologique ne pouvant plus assurer l'entretien et la gestion du musée, confie les clés de l'édifice à la Ville de Bordeaux qui en a fait un lieu d'exposition temporaire avant de le transformer en centre d'interprétation de l'histoire de Bordeaux, ouvert au public depuis 2021. Ainsi, le Musée du Vieux Bordeaux, témoin de l'histoire et du patrimoine de la ville, continue d'être un lieu de découverte et d'enrichissement culturel pour les visiteurs.
En 1974, la SAB célèbre son centenaire avec une exposition au musée de la Porte Cailhau, mettant en vedette plusieurs objets, tels qu'une balance romaine en bronze avec son crochet et son poids en pierre, ainsi qu'un comptoir de pharmacie datant de 1810 dessiné par Arnaud Corcelle.
En 1980, la Société archéologique signe une convention avec la ville de Bordeaux pour déposer la majorité ses collections au Musée d’Aquitaine, qui avait été créé en 1963 et déplacé dans son emplacement actuel en 1987. Le Musée d'Aquitaine a pour mission de faire connaître les collections de la SAB sans aliéner leur propriété. Ainsi, la SAB a délégué au musée la responsabilité de rendre ses collections accessibles au public. À ce jour, le musée conserve plus de deux mille objets de la société dont un quart environ est exposé dans les salles permanentes avec une rotation pour les plus fragiles d’entre eux. On compte parmi ces artefacts : une statuette antique de la déesse Isis-Fortune, une épée d’enfant du XVe siècle ou encore un globe terrestre du XVIIIe siècle et son étui en galuchat.

### Le XXIe siècle

#### Le 150ème anniversaire
En 2024, l'association étudiante Archimuse organise une exposition à la Cour Mably à Bordeaux, intitulée "Le 150ème anniversaire de la Société Archéologique de Bordeaux : Patrimoine, Art et Histoire". Cette exposition a lieu du 29 janvier 2024 jusqu'au 8 février 2024. Elle est organisée autour de plusieurs thématiques : l'histoire de la société, ses actions, ses cours publics, ses revues et éditions, ainsi qu'un espace de médiation transformé en cabinet de curiosités. Egalement, dès 2023, l'association étudiante a mené plusieurs actions en lien avec la société archéologique tels que des cafés-débats ou encore des murder party.

## Disciplines
La Société Archéologique de Bordeaux s'intéresse à tous les secteurs en lien avec le patrimoine bordelais ou girondais :
- Archéologie ;
- Ethnographie ;
- Héraldique ;

- Histoire ;
- Histoire de l'art ;
- Numismatique ;
- Toponymie.

## Activités

### Collections et fonds
La SAB possède une collection variée d'œuvres, acquises depuis sa création en 1873, par legs, dons, échanges ou achats. Dans un premier temps, les collections sont installées au Musée du Vieux-Bordeaux pour ensuite être déposées au Musée d'Aquitaine, qui les présente désormais au public. D'autres documents sont déposés aux archives départementales et municipales. La SAB reçoit également des revues éditées par des sociétés savantes au niveau national et européen, qui peuvent être consultées au siège de la société sur rendez-vous. De plus, la SAB possède une vaste collection d'art graphique, comprenant des dessins et des photographies de vues de Bordeaux et ses alentours à différentes périodes confondus.

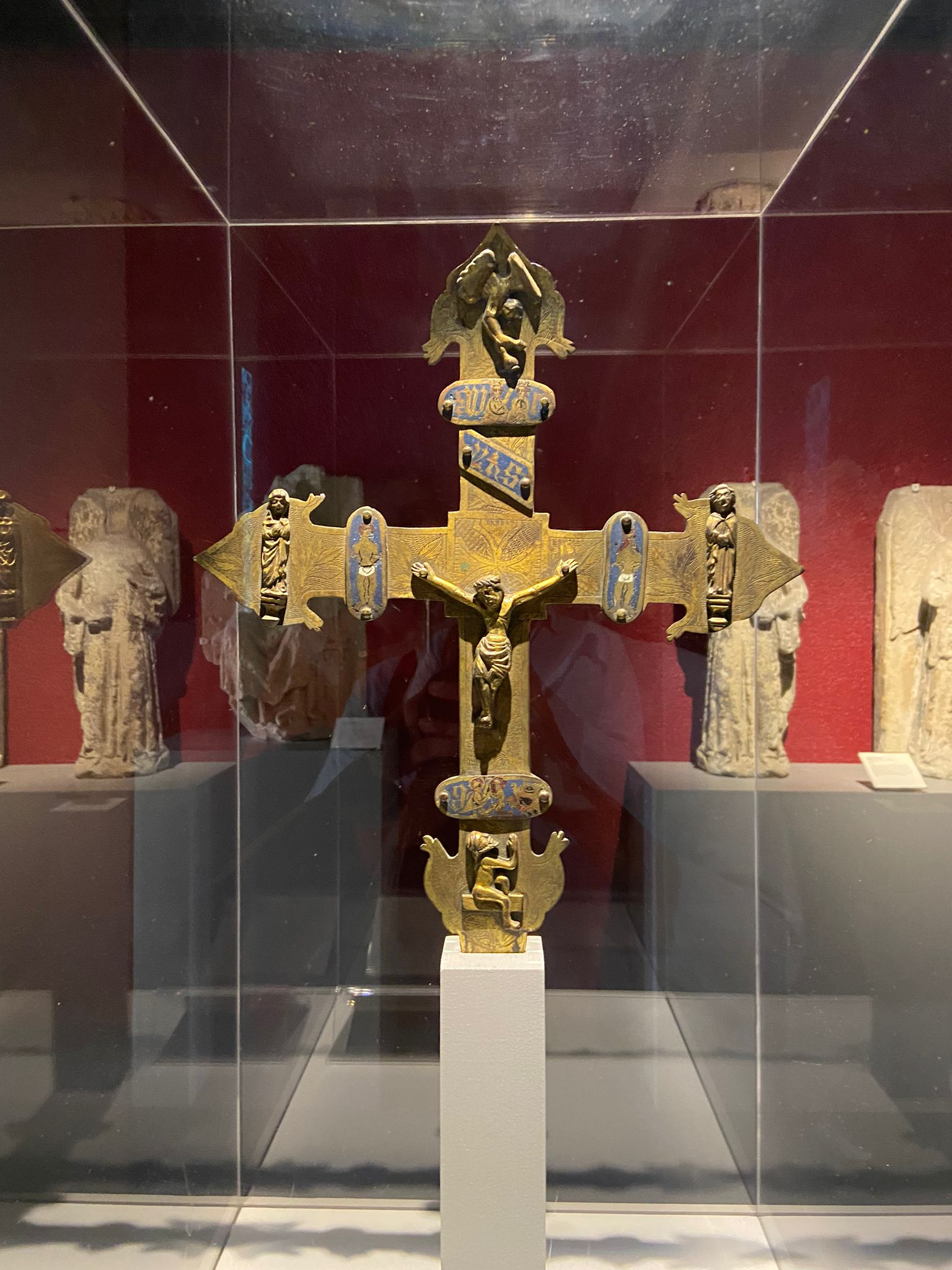
Croix processionnelle de la Société archéologique de Bordeaux exposée comme dépôt au Musée d'Aquitaine.
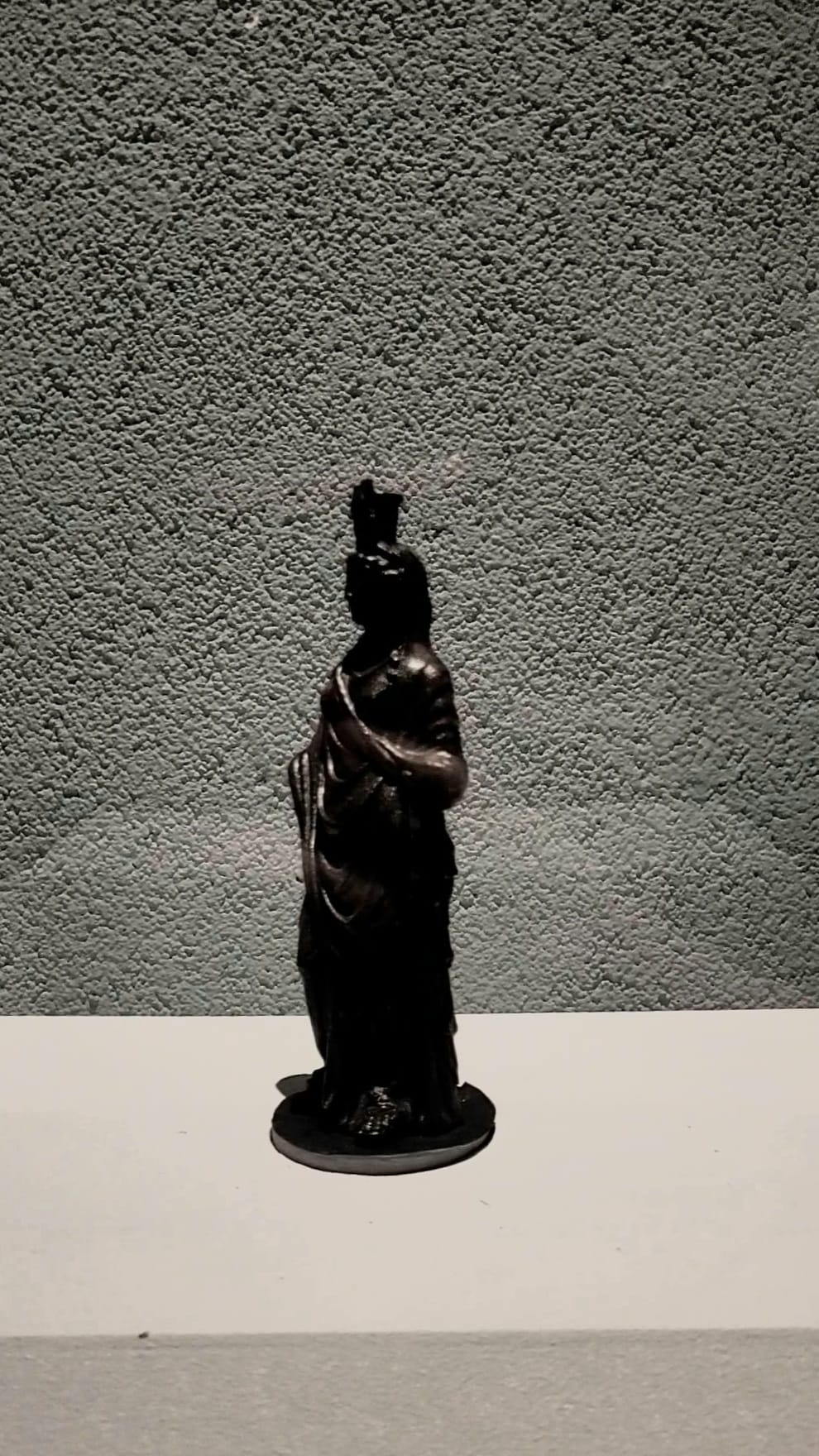
Statuette antique de la déesse Isis-Fortune de la Société archéologique de Bordeaux exposée comme dépôt au Musée d'Aquitaine.
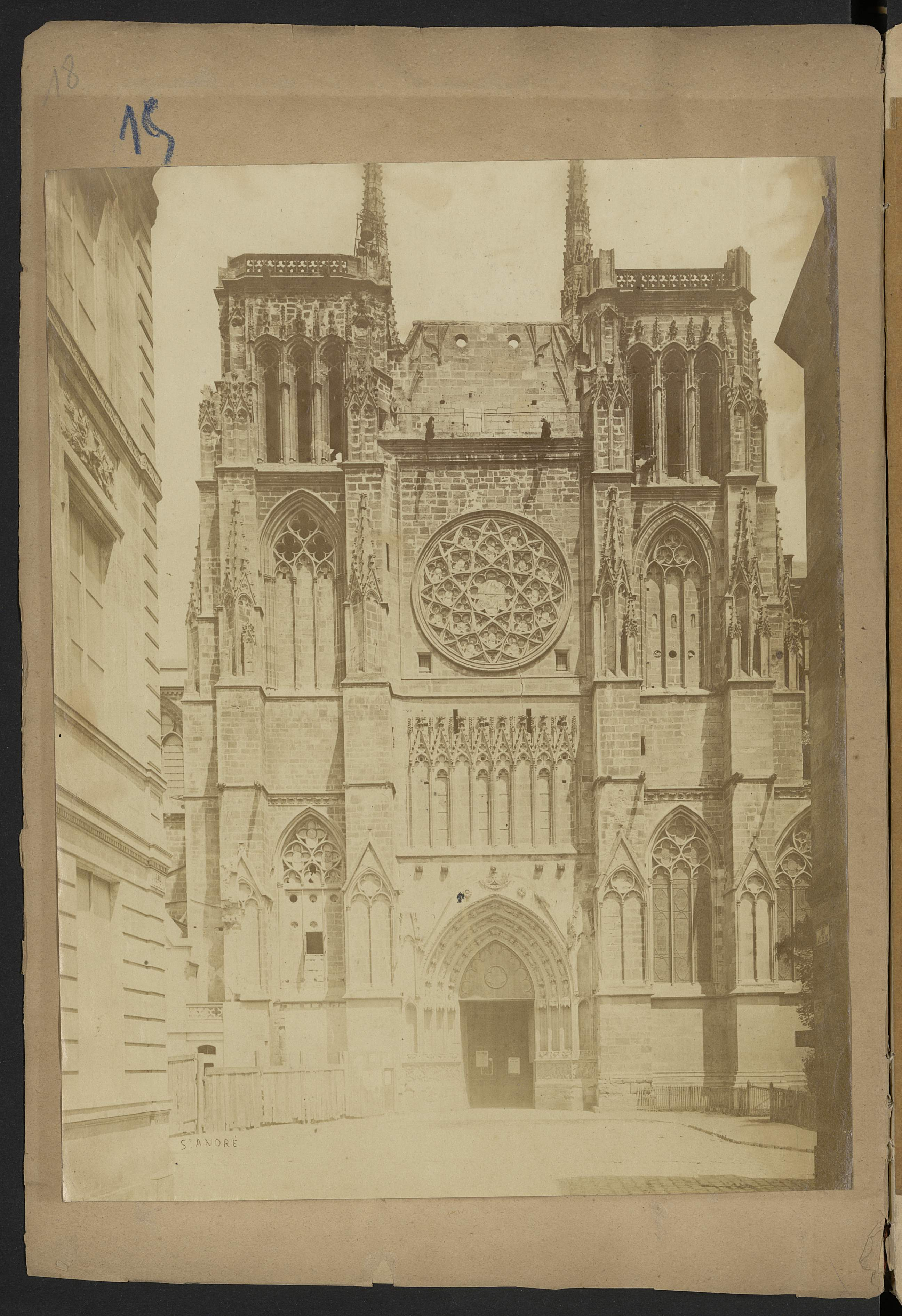
Photographie du portail sud de la cathédrale Saint-André issue des collections de la Société archéologique de Bordeaux.
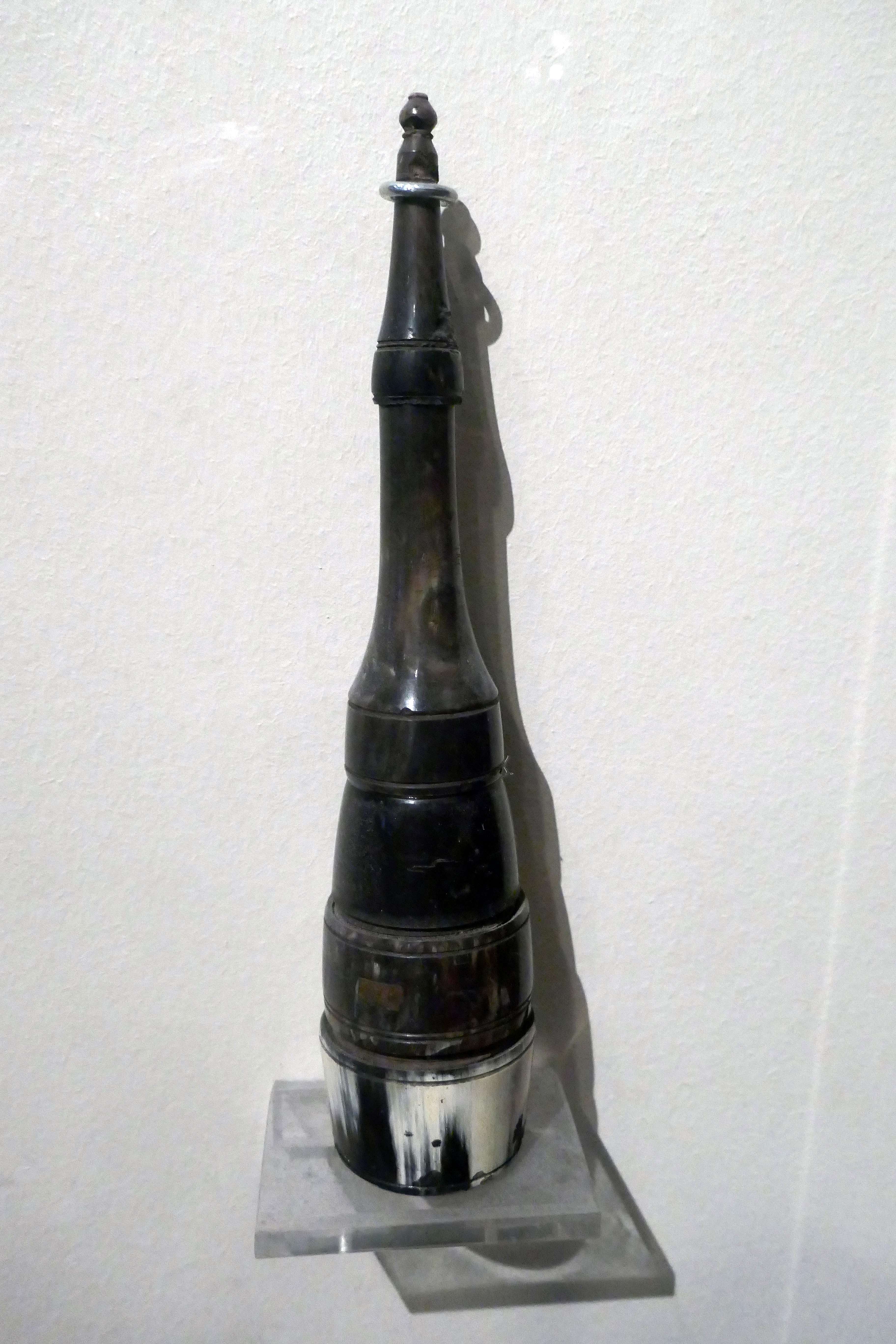
Corne à poudre du XVIIIe siècle de la Société archéologique de Bordeaux exposée comme dépôt au Musée d'Aquitaine.

### Cours publics
Chaque année, la Société Archéologique de Bordeaux organise des cours publics gratuits dans l'auditorium du Musée d'Aquitaine. Ces cours portent sur des thèmes transversaux liés à Bordeaux et son arrière-pays, et sont dispensés par des membres de la société comprenant des professionnels et des passionnés tels que des archéologues, des professeurs d'université et des chercheurs. En 2018, les cours publics proposés par la Société Archéologique de Bordeaux avaient pour thème la situation maritime de la ville à travers les siècles. Les cours ont abordé l'étude des vestiges antiques et des ports anciens, ainsi que l'histoire des aménagements portuaires, offrant une perspective historique sur l'évolution du port bordelais. Les cours se sont terminés avec une présentation des représentations artistiques du site bordelais au fil du temps. Le but des cours publics est de diffuser les connaissances sur l'histoire de la région de la Nouvelle-Aquitaine auprès du grand public.

### Excursions et visites
La société savante organise des journées d'étude pour ses membres, ainsi que pour des personnes extérieures sur invitation des membres, dans la limite des places disponibles. Ces journées d'étude comprennent des excursions sur réservation qui permettent de découvrir et d'explorer le patrimoine aquitain.

### Publications
La Revue archéologique de Bordeaux est une publication annuelle qui présente des articles sur l'archéologie, l'histoire, l'histoire de l'art, le patrimoine et la numismatique de Bordeaux et de la Gironde. Depuis sa création, la Revue a répertorié de nombreux vestiges archéologiques découverts à Bordeaux depuis 1874, qu'ils appartiennent au fonds de la société, à la Ville de Bordeaux, ou à l'État. Les dossiers historiques présentés dans la revue sont le fruit de recherches basées sur des documents anciens conservés dans d'autres institutions patrimoniales telles que les Archives municipales, les Archives départementales, le Service Régional de l'Inventaire de la région Nouvelle-Aquitaine, les services des Bâtiments de France, des Monuments Historiques, ou du Service Régional de l'Archéologie au sein de la Direction Régionale des Affaires Culturelles (DRAC) de la Nouvelle-Aquitaine et de leurs centres de documentation. La Revue archéologique de Bordeaux rend également compte des communications mensuelles qui ont lieu au sein de la société. Elle reçoit principalement le soutien de la Ville de Bordeaux depuis 1980, ainsi que celui du département, et bénéficie de l'apport des résultats de fouilles communiqués par le Service Régional d'Archéologie de la DRAC de la Nouvelle-Aquitaine.En collaboration avec la Bibliothèque nationale de France (BNF), la Société archéologique de Bordeaux a lancé un projet de numérisation de l'ensemble de sa revue, dans le but de la rendre accessible sur Gallica.

## Présidents
| Président                        | Date        |
| -------------------------------- | ----------- |
| Léo Drouyn                       | 1873        |
| Jules Delpit                     | 1874        |
| Charles Farine                   | 1875        |
| Reinhold Dezeimeris              | 1876        |
| Le marquis Théobald de Puifferat | 1877        |
| Eugène Delfortrie                | 1878        |
| Adrien Sourget                   | 1879        |
| Charles Braquehaye               | 1880        |
| Louis Lussaud                    | 1881        |
| Eugène Azam                      | 1882        |
| Reinhold Dezeimeris              | 1883        |
| Adrien Sourget                   | 1884        |
| Ernest Berchon                   | 1885        |
| Emilien Piganeau                 | 1886        |
| Reinhold Dezeimeris              | 1887        |
| Adrien Sourget                   | 1888        |
| Camille Jullian                  | 1889        |
| Édouard Bonie                    | 1890        |
| Alexis de Chasteigner            | 1891        |
| Reinhold Dezeimeris              | 1892        |
| Francisque Habasque,             | 1893        |
| Camille de Mensignac             | 1894        |
| Charles de Faucon                | 1895        |
| Émilien Piganeau                 | 1896        |
| Francisque Habasque,             | 1897        |
| Camille de Mensignac             | 1898        |
| Armand Bardié                    | 1899        |
| Camille Jullian                  | 1900        |
| Camille de Mensignac             | 1901        |
| Francisque Habasque              | 1902        |
| Pierre Paris                     | 1903        |
| Camille de Mensignac             | 1904        |
| Jean-Auguste Brutails            | 1905        |
| Armand Bardié,                   | 1906 - 1907 |
| Camille de Mensignac             | 1908        |
| Alexandre Nicolaï                | 1909        |
| Pierre Rambié                    | 1910        |
| Gaston Lalanne,                  | 1911-1912   |
| Camille de Mensignac,            | 1913-1916   |
| Armand Bardié                    | 1917-1919   |
| Théodore Amtmann                 | 1920-1921   |
| Alexandre Nicolaï                | 1922-1924   |
| Pierre Rambié                    | 1925-1927   |
| Alexandre Nicolaï                | 1928-1930   |
| Théodore Ricaud                  | 1931-1933   |
| Pierre Rambié                    | 1934        |
| Alexandre Nicolaï                | 1935-1937   |
| Gabriel Loirette                 | 1938-1944   |
| Théodore Ricaud                  | 1945        |
| Joseph Béraud-Sudreau            | 1946-1948   |
| Georges Malvesin-Fabre           | 1949-1951   |
| Pierre Grimal                    | 1952-1955   |
| Georges Malvesin-Fabre           | 1956        |
| Jacques Coupry                   | 1957-1958   |
| Raoul Cousté                     | 1959-1961   |
| M. Bénusiglio                    | 1962-1964   |
| [...]                            |             |
| Jean Marcadé                     | 1968-1970   |
| [...]                            |             |
| Jacques Gardelle                 | 1974-1976   |
| Guy Lacoste Lagrange             | 1977-1979   |
| Paul Roudié                      | 1980-1982   |
| Jean-Paul Avisseau               | 1983-1985   |
| Pierre Regaldo-Saint-Blancard    | 1986-1988   |
| Jean Sautreau                    | 1989-1991   |
| Jean-Claude Lasserre             | 1992-1994   |
| Jean-Paul Avisseau               | 1995-1997   |
| Jacques Charon                   | 1998-2000   |
| Robert Coustet                   | 2001-2003   |
| Marie-France Lacoue-Labarthe     | 2004-2006   |
| Jean-Marie Debruge               | 2007-2009   |
| Philippe Araguas                 | 2010-2012   |
| Marie-France Lacoue-Labarthe     | 2013-2015   |
| Jacques des Courtils             | 2016-2018   |
| Pierre Regaldo Saint-Blancard    | 2019-2021   |
| Philippe Maffre                  | 2022        |

## Publications

### Collection «Pages d'Archéologie et d'Histoire girondines»
- Marie-France Lacoue-Labarthe, Meubles bordelais, meubles de port : L'exemple du quartier des Chartrons au XVIIIe siècle, coll. « Pages d'Archéologie et d'histoire Girondines », 1992, 63 p. (ISBN 2-908175-05-3)
- Robert Coustet, Le couvent de l'Assomption et les  prémices de l'architecture néo-romane à Bordeaux, coll. « Pages d'Archéologie et d'Histoire girondines », 1993, 43 p. (ISBN 2-908175-06-1)
- Christophe Sireix (dir.), Les fouilles de la place des Grands‑Hommes à Bordeaux, Bordeaux, coll. « Pages d'Archéologie et d'Histoire girondines », 1997, 143 p. (ISBN 2-908175-05-3)
- Hélène Guenet et Michèle Peyrissac, Bordeaux, le lycée Montaigne, coll. « Pages d'Archéologie et d'Histoire girondines »
- Hervé Tokpassi, L'hôtel Leberthon : un chef-d'œuvre de l'architecture privée du XVIIIe siècle à Bordeaux, coll. « Pages d'Archéologie et d'Histoire girondines », 1998 (ISBN 2-908175-09-6)
- Michèle Peyrissac, Le noviciat des Jésuites à Bordeaux, coll. « Pages d'Archéologie et d'Histoire girondines », 2002
- Robert Coustet, Lanessan, un château en Médoc, coll. « Pages d'Archéologie et d'Histoire girondines », 2006 (ISBN 2-908175-09-6)
- Claude Mandraut, La faïencerie C.A.B. (Céramique d'Art de Bordeaux) 1919-1947, coll. « Pages d'Archéologie et d'Histoire girondines », avril 2011 (ISBN 2-908175-13-4)

- Philippe Araguas (dir.) et Samuel Drapeau (dir.), Les clochers-tours gothiques de l'arc atlantique : de la Bretagne à la Galice, coll. « Pages d'Archéologie et d'Histoire girondines », avril 2015 (ISBN 979-10-91886-06-2)
- Philippe Araguas (dir.), Jean-Auguste Brutails, coll. « Pages d'Archéologie et d'Histoire Girondines », 2014 (ISBN 978-2-908175-15-8)
- Claude Mandraut, Edmond Moussié (1888-1933) : Bordelais d'exception et mécène averti, coll. « Pages d'Archéologie et d'Histoire girondines », 2015
- Damien Delanghe, Mille ans de troglodytisme à Saint-Emilion, coll. « Pages d'Archéologie et d'Histoire girondines », 2017, 244 p.
- Coralie Demangeot et Natacha Sauvaitre, Le site de la Madeleine à Saint-Emilion de sa genèse à son abandon, coll. « Pages d'Archéologie et d'Histoire girondines »

### Collection «Mémoires»
- Mémoire 1 : Pierre Régaldo-Saint Blancard (dir.), Archéologie des églises et des cimetières en Gironde, vol. 1, Bordeaux, coll. « Mémoires », 1989
- Mémoire 2 : André Coffyn, Aux origines de l'archéologie en Gironde : François Daleau (1845‑1927), vol. 2, coll. « Mémoires », 1990, p. 224
- Mémoires 3 : Marie-France Lacoue-Labarthe, L'Art du Fer forgé en bordelais de Louis XIV à la Révolution, vol. 3, coll. « Mémoires », 2003 (ISBN 2-908175-07-X), p. 368
- Mémoires 4 : Paul Roudié, Bordeaux Baroque : Sculptures à Bordeaux et dans la région bordelaise, vol. 4, coll. « Mémoires », 2003, 188 p. (ISBN 2-908175-11-8)
- Mémoires 5 : Michel Lenoir (dir.), La grotte de Pair-non-Pair, vol. 5, coll. « Mémoires », 2006, 118 p. (ISBN 2-908175-08-8)
- Mémoires 6 : Jean-Jacques Michaud, Bordeaux, le vitrail civil, vol. 6, coll. « Mémoires », avril 2011, 172 p. (ISBN 2-908175-12-6)
- Mémoires 7 : Philippe Maffre, Construire Bordeaux au XVIIIe siècle. Les Frères Laclotte, architectes en société (1756-1793), vol. 7, novembre 2013, 448 p. (ISBN 2-908175-14-2)
- Mémoires 8 : Xavier Pagazani et Claire Steimer, Le château d’Issan, Une « maison aux champs » du temps de Louis XIII en Médoc, vol. 8, coll. « Mémoires », 2019, 272 p.
- Mémoires 9 : Marie-France Lacoue-Labarthe, Le maître du fer: Blaise Charlut, serrurier artisan et artiste à La Réole, Bordeaux et alentour (1717-1792), vol. 9, coll. « Mémoires », 2019, 160 p.

### Revue
- Revue archéologique de Bordeaux

### Ouvrages
- Jean-Auguste Brutails, Album d'Objets d'Art existant dans les églises de la Gironde, Bordeaux, Société archéologique de Bordeaux, 1907
- Jean-Auguste Brutails, Les vieilles églises de la Gironde, Bordeaux, Société archéologique de Bordeaux, 1912
- Alexandre Nicolaï, Histoire des faïenceries de Bordeaux au XIXe siècle, Société archéologique de Bordeaux, 1931
- Jean-Paul Trabut-Cussac, Le livre des hommages d'Aquitaine : Restitution du second livre noire de la connetablie de Bordeaux, Delmas, Société archéologique de Bordeaux, 1959, 174 p.
- André Cheynier, Pair-Non-Pair, Société archéologique de Bordeaux, 1963, 236 p.
- Société archéologique de Bordeaux, Catalogue du Centenaire de la Société archéologique de Bordeaux, Bordeaux, 1973
- Société archéologique de Bordeaux, Découvertes archéologiques sur le site de Parunis ; de Mithra aux Carmes, Bordeaux, Musée d'Aquitaine, 1988